# Kościół Najświętszej Maryi Panny Królowej Pokoju w Olzie
Kościół Najświętszej Maryi Panny Królowej Pokoju w Olzie – rzymskokatolicki kościół parafialny zlokalizowany we wsi Olza (powiat wodzisławski, województwo śląskie). Funkcjonuje przy nim Parafia Najświętszej Maryi Panny Królowej Pokoju.

## Historia

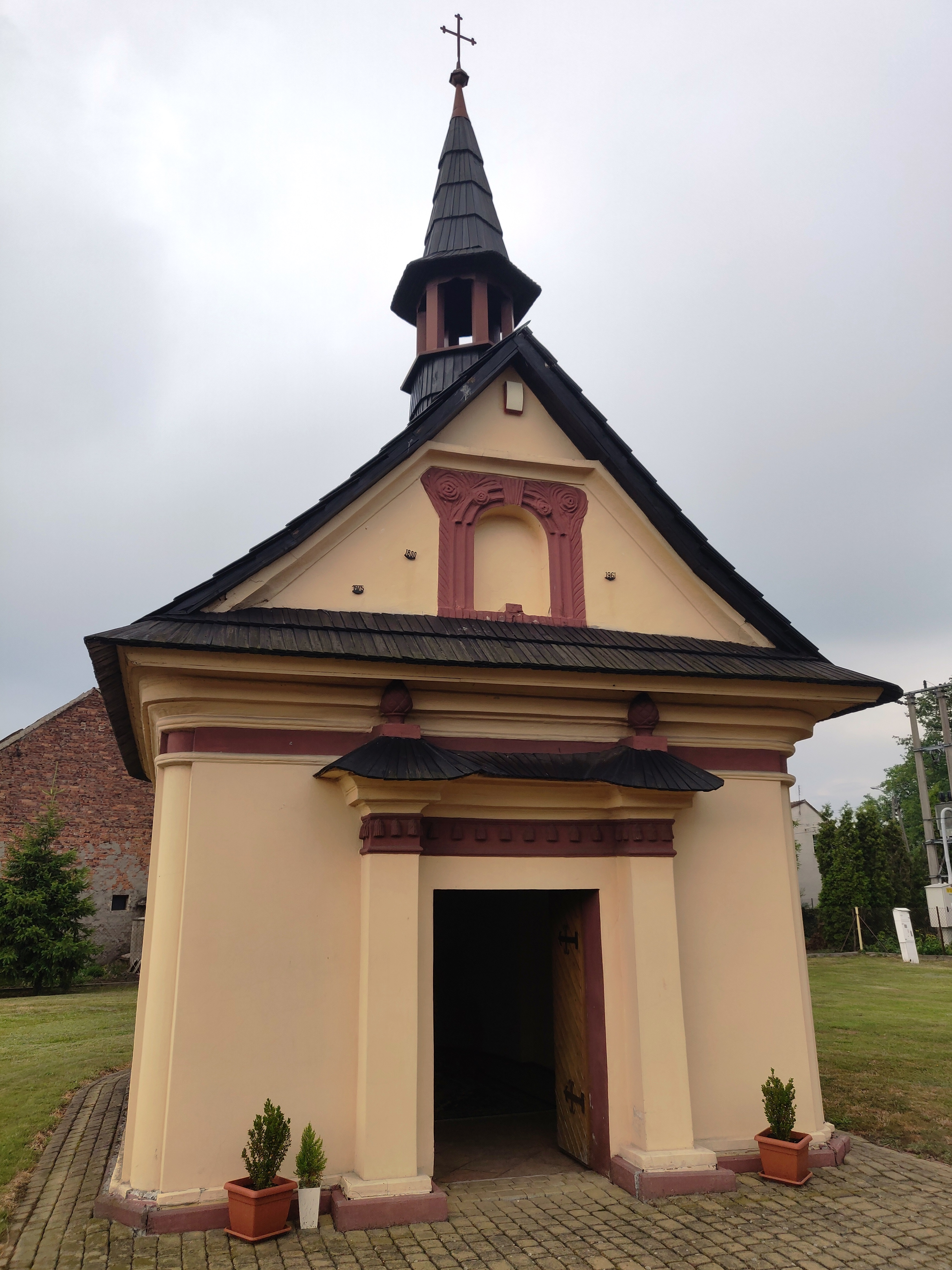
Kaplica Świętej Rodziny

Początkowo funkcję liturgiczną pełniła drewniana kapliczka św. Jana Nepomucena zbudowana w okresie wojny siedmioletniej. W 1801 obudowano ja kamieniem, a potem zmieniono wezwanie na Świętej Rodziny. Istnieje ona do dziś i jest wpisana do rejestru zabytków. Na zewnętrznej jej ścianie umieszczono tabliczki wskazujące poziom wody w czasie powodzi z 1880 (żeliwna) i 1997 (metalowa, emaliowana).
Komisja do spraw budowy kościoła powstała we wsi w 1924. Obiekt wzniesiono w latach 1932–1935 według projektu Jana Affy z Raciborza. Kierownikiem budowy był Alojzy Seman. Zamówiono figury św. Katarzyny (ufundowana przez kolejarzy) i św. Barbary (fundacja górników). Główny obraz Matki Bożej Królowej Pokoju wykonał Otton Kowalewski (fundatorami była rodzina Basitowów). Stacje drogi krzyżowej opłacili bracia Chlebiszowie, a witraże strażacy i Związek Powstańców Śląskich. Na trzy dzwony złożyli się mieszkańcy wsi. Poświęcenie obiektu nastąpiło 14 sierpnia 1935.
Świątynię zniszczono w trakcie działań II wojny światowej. W odbudowie pomogła koksownia Knurów (materiały, środki finansowe i fachowcy), jak również wierni z Piekar Śląskich i Świętochłowic. Wystrój podczas tej odbudowy uległ zmianie. Zwieńczenie wieży także różniło się od przedwojennego. Obiekt po odbudowie poświęcono w 1946. Parafię erygowano we wsi 20 lipca 1957. Po tym czasie kościół był odmalowywany, zainstalowano nowe dzwony, organy i nagłośnienie. Wybudowano też salę do katechezy. Po 2000 przeprowadzono generalny remont dachu.

## Architektura i wystrój
Świątynia jest murowana i jednonawowa. Od frontu przylega doń czworoboczna wieża. W ołtarzu głównym stoi figura Matki Boskiej z Dzieciątkiem, adorowana przez anioły, a także rzeźby św. Jadwigi i św. Katarzyny. Ołtarze boczne mają wezwania Serca Pana Jezusa i Matki Boskiej Częstochowskiej.

## Otoczenie
Przy kościele stoi pomnik w kształcie serca Pamięci zaginionych w czasie II wojny światowej, zawierający 46 nazwisk, a także cmentarz z nagrobkami m.in.:
- proboszcza Johannesa Machulca (1910-1961),
- proboszcza Edwarda Wieczorka (1925-2010)[4].

## Galeria

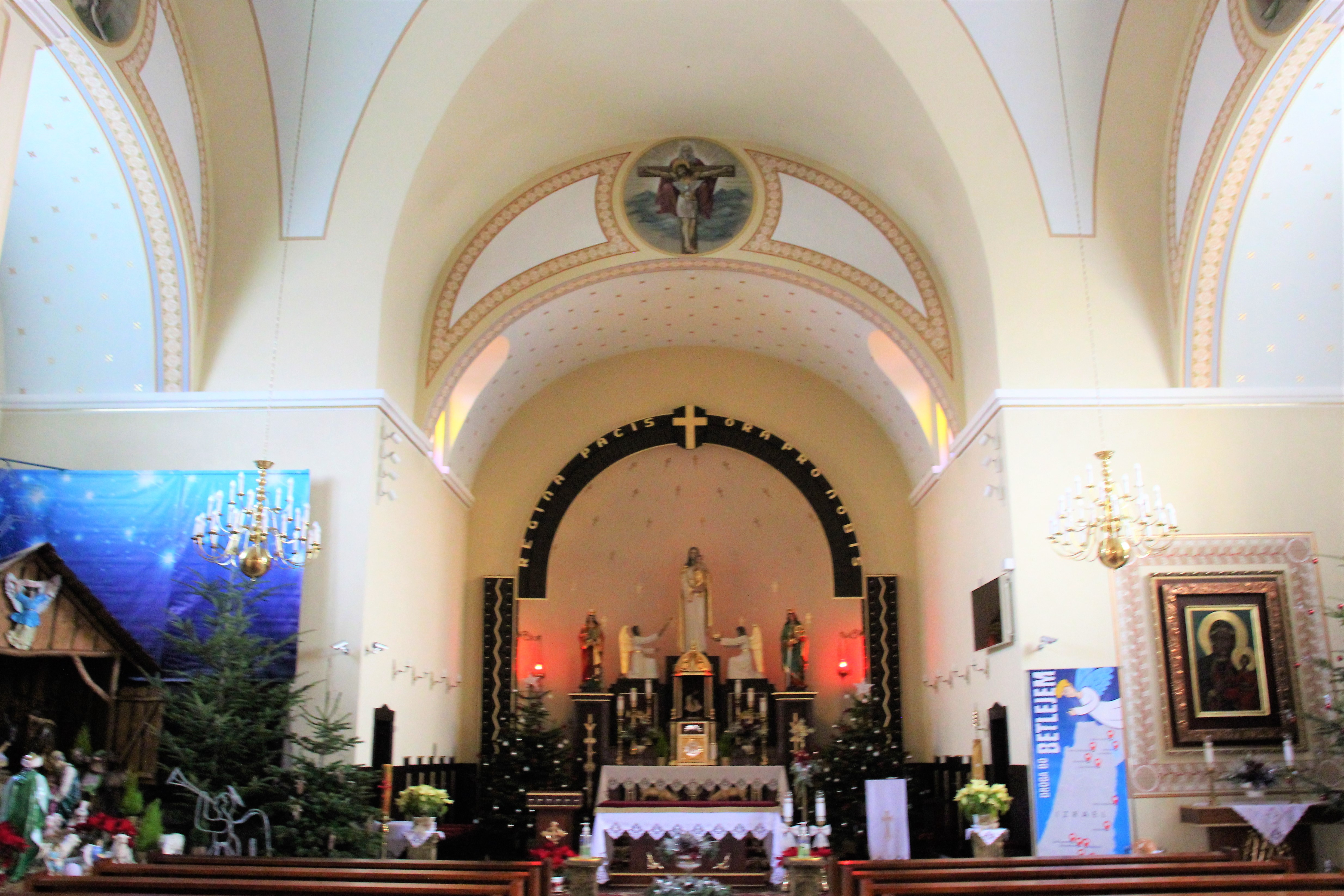
Wnętrze i ołtarz
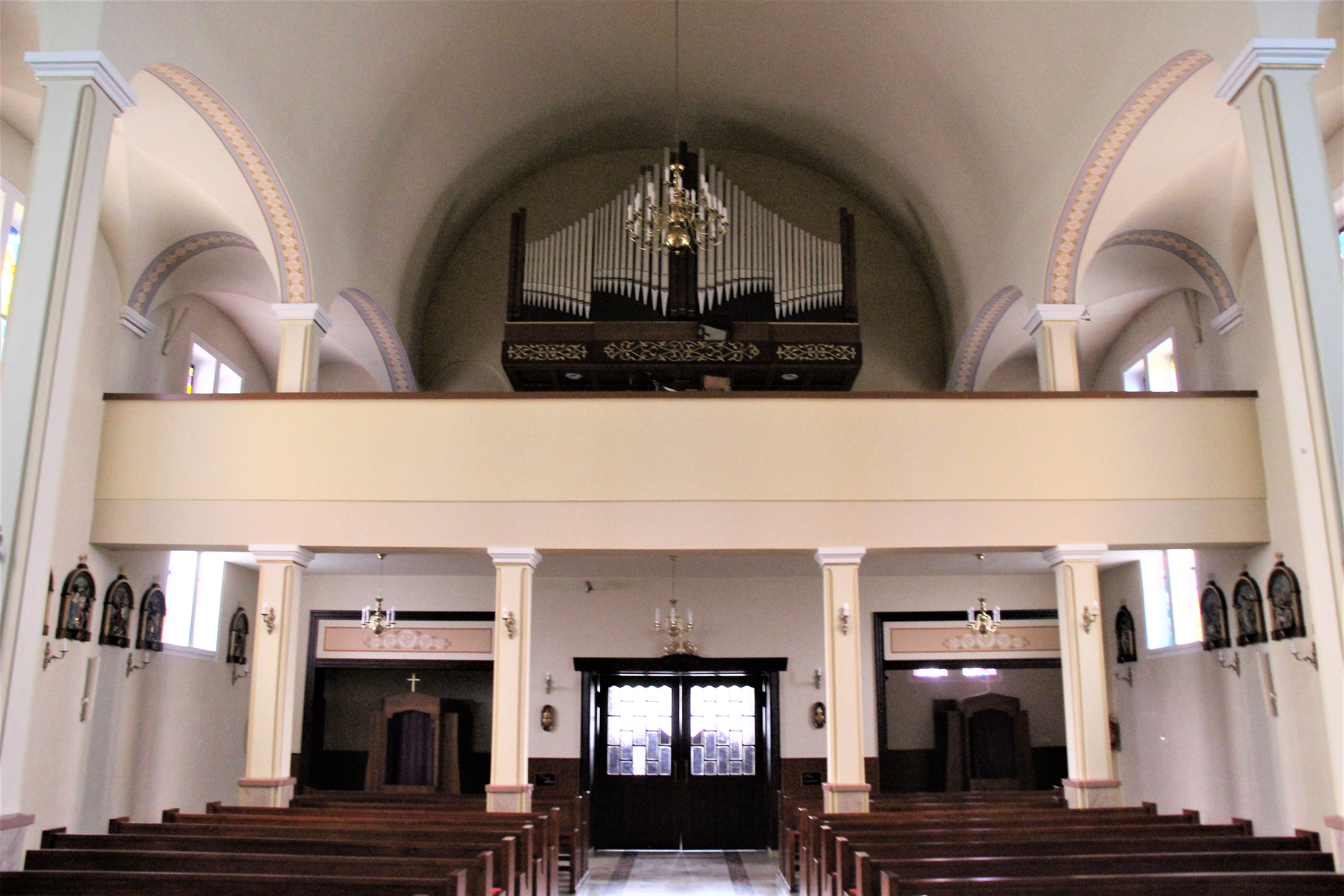
Chór organowy
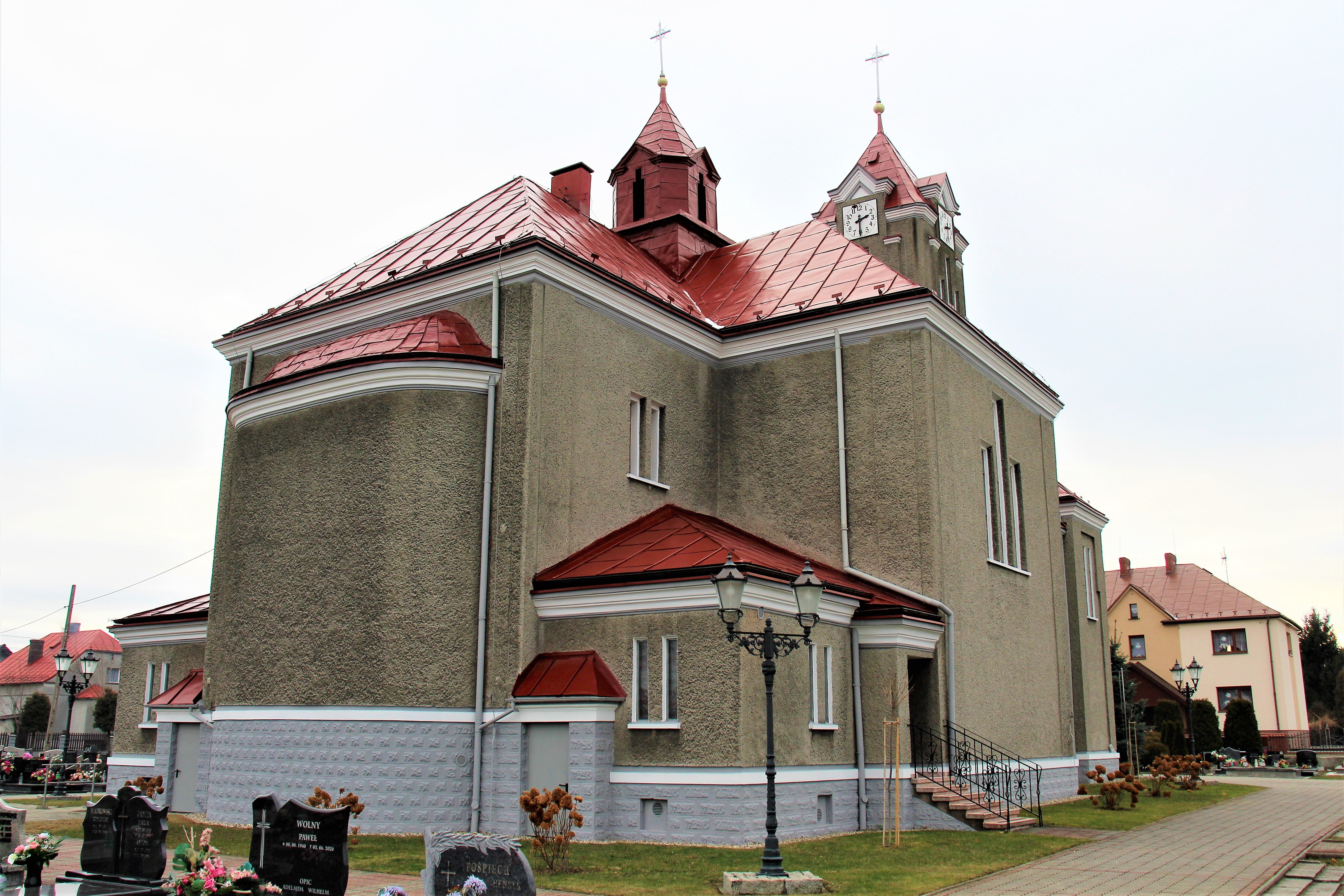
Widok od strony prezbiterium